# Cốc Cốc Map
Cốc Cốc Map (trước đây là Nhà Nhà) là dịch vụ bản đồ số dành riêng cho thị trường Việt Nam được phát triển bởi Công ty TNHH Cốc Cốc, đơn vị chủ quản của Trình duyệt và Công cụ tìm kiếm Cốc Cốc. Ra đời từ năm 2013, đến nay Cốc Cốc Map tập trung vào mảng dịch vụ tìm kiếm địa điểm, một ngách nhỏ trong dịch vụ bản đồ chung.
Theo đó, khi người dùng tìm kiếm địa điểm có dịch vụ "bún chả", "thẻ điện thoại", "trạm xăng", "cây ATM", và "tiệm bơm xe", Cốc Cốc Map sẽ trả về kết quả chính xác và phù hợp trong phần lớn các trường hợp. Không chỉ khai thác dữ liệu trên Internet, Cốc Cốc còn sử dụng xe máy có gắn máy quay GPS để thu thập và cập nhật thông tin thường xuyên về các địa điểm trên cả nước.
Các đặc điểm nổi bật của Cốc Cốc Map: Hơn 1,2 triệu điểm dịch vụ (14 loại địa điểm) trải dài khắp 63 tỉnh thành Việt Nam với thông tin chi tiết (hình ảnh, địa chỉ, số điện thoại, email, Facebook, website nếu có, và đánh giá của những người dùng khác). Chỉ dẫn đường GPS cho người lái xe hoặc đi bộ.

## Lịch sử

### Ra mắt dưới tên gọi Nhà Nhà
Sau hơn nửa năm ra mắt trình duyệt và công cụ tìm kiếm, Cờ Rôm+ (nay là Cốc Cốc) chính thức giới thiệu ứng dụng bản đồ số Nhà Nhà cho thị trường Việt Nam vào tháng 11/2013. Mục tiêu của Nhà Nhà là trở thành công cụ bản đồ số hữu ích của người dùng ở chính các tỉnh, thành và khách du lịch. Phiên bản đầu tiên sẵn sàng được tải về trên chợ ứng dụng Google Play vào tháng 11/2013 và trên App Store vào tháng 03/2014.
Vào thời điểm ấy, các ứng dụng bản đồ trực tuyến thông dụng như Apple Maps, Google Maps chưa có cơ sở dữ liệu địa điểm thực sự tốt. Apple Maps vừa ra mắt vào năm 2012 và không hỗ trợ tìm kiếm địa điểm ở Việt Nam. Google thuê ngoài một đơn vị gắn địa chỉ GPS, nhưng nhiều thông tin không được cập nhật và sai lệch với thực tế. Thậm chí trước năm 2016, người dùng không thể tải được Google Maps trên các thiết bị iOS tại Việt Nam. Trong khi đó, ứng dụng Nhà Nhà lại tìm kiếm địa điểm tốt, cập nhật nhanh hơn.
Nhà Nhà không đối đầu trực tiếp với các cỗ máy tìm kiếm trên thế giới, đặc biệt ở khả năng định vị và dẫn đường. "Phương án chúng tôi chọn là đi vào thị trường ngách, nơi chưa bị các công ty lớn của nước ngoài chiếm đóng", đại diện Nhà Nhà cho biết. Theo đó, Nhà Nhà đã chuyển hướng trở thành một dịch vụ tìm kiếm điểm dịch vụ

### Điểm dịch vụ
POI (Point of interest, hay điểm dịch vụ) là một địa điểm có dịch vụ hoặc một địa danh có ý nghĩa tìm kiếm với người dùng trên bản đồ. Điểm dịch vụ có thể là quán cafe, quán phở, quán bún chả, cây xăng, hiệu thuốc, điểm đặt máy ATM hay quán trà đá, tiệm bơm xe... trên một tuyến phố cụ thể. Các kết quả trả về đều có địa chỉ, kèm theo ảnh chụp thực tế.
Đơn vị này dựa trên cơ sở dữ liệu của Google Maps để xây dựng dữ liệu POIs trải dài từ các thành phố, trung tâm tỉnh cho đến huyện lị, nhằm thích ứng với từng địa phương trên khắp Việt Nam.

### Đổi tên thành Cốc Cốc Map
Tháng 03/2016, Nhà Nhà chính thức được đổi tên thành Cốc Cốc Map và đồng bộ hóa nhận diện thương hiệu với các sản phẩm Trình duyệt Cốc Cốc, Công cụ tìm kiếm Cốc Cốc, Quảng cáo Cốc Cốc.
Tháng 11/2017, Cốc Cốc Map công bố đã cập nhật thông tin của hơn 1,2 triệu điểm dịch vụ tại 60/63 tỉnh thành (chưa có dữ liệu 3 tỉnh Đắc Nông, Kon Tum và Bình Phước) và 171 thành phố, thị xã, thị trấn trên toàn quốc. Trong số đó, Thành phố Hồ Chí Minh chiếm nhiều nhất với khoảng 400.000 điểm dịch vụ, tiếp đến là Hà Nội với 260.000 điểm dịch vụ và Đà Nẵng với 80.000 điểm dịch vụ, còn lại là từ các địa phương khác.
Hiện nay, người dùng có thể sử dụng Cốc Cốc Map trực tiếp trên máy tính. Có 2 cách truy cập là https://map.coccoc.com/ hoặc vào từ Công cụ tìm kiếm Cốc Cốc và chọn danh mục Bản đồ.

## Sản xuất bản đồ

### Dữ liệu POIs có nhiều biến động
Năm 2013, sau một khoảng thời gian triển khai, Cốc Cốc Map đã hoàn thành mục tiêu ban đầu là có được thông tin về 500.000 điểm dịch vụ.
Tuy nhiên sau đó, nhóm phát triển Cốc Cốc Map phát hiện ra rằng cơ sở dữ liệu được thu thập thường xuyên thay đổi. Nguyên nhân của sự thay đổi này có liên quan trực tiếp đến tốc độ biến động của các doanh nghiệp của Việt Nam, đặc biệt là các doanh nghiệp nhỏ và siêu nhỏ. Theo ghi nhận của Cốc Cốc, nhiều quán xá, cửa hàng chỉ sau vài tháng hoạt động đã sang tên, đổi chủ và thay đổi luôn cả dịch vụ cung cấp. Trong khoảng từ năm 2013 - 2015, có đến 40% số điểm dịch vụ đã thay đổi, cá biệt có tuyến phố ở TP.HCM thì tỷ lệ này còn lên tới 70%.

### Phương pháp thu thập dữ liệu POIs
Sau giai đoạn đầu thu thập dữ liệu POIs bằng phương pháp chụp thủ công từng địa điểm, Cốc Cốc đã chuyển sang áp dụng phương thức ghi hình tự động qua camera chuyên dụng gắn trên xe máy. Phương pháp này làm giảm đáng kể tình trạng bỏ sót, trùng lặp hay nhầm lẫn mà cách thu thập thủ công trước đó từng gặp phải.
Thông tin hình ảnh thu được sau đó sẽ được ghép với dữ liệu toạ độ địa lý và cập nhật lên bản đồ. Tốc độ thu thập dữ liệu trung bình của mỗi nhân viên Cốc Cốc tăng gấp 10 lần từ 50 POIs/giờ lên 500 POIs/giờ. Số lượng địa điểm được thu thập cũng lên tới 11.000 POIs/ngày. Trung bình một nhân viên xử lý dữ liệu phải hoàn thiện khoảng 400 POIs/ngày trên hệ thống bản đồ.
Để hạn chế sai lệch và loại bỏ những địa điểm đã không còn hoạt động, đơn vị này tiến hành cập nhật dữ liệu 2-3 tháng/lần tại các thành phố lớn như Hà Nội, TP.HCM và 1 tháng/lần tại Đà Nẵng cùng các địa phương khác. Ngoài ra, Cốc Cốc cũng khai thác, cập nhật thông tin về POIs qua các nguồn khác trên internet.
Với cách cập nhật thông tin mới, đại diện Cốc Cốc cho rằng dữ liệu điểm dịch vụ của họ "chính xác hơn Google khoảng 30%" đối với những địa điểm thường xuyên có sự thay đổi như doanh nghiệp nhỏ, doanh nghiệp siêu nhỏ, nhà hàng, quán ăn, quán cà phê. Điều này là do dữ liệu của Cốc Cốc Map được chính nhân viên Cốc Cốc cập nhật thay vì chỉ dựa trên báo cáo từ người dùng giống như ở Google Maps.

## Tính năng

### Chế độ xem bản đồ
Cốc Cốc Map cho phép người dùng xem và tìm kiếm địa điểm, đường đi trên lãnh thổ Việt Nam. Có hai chế độ xem bản đồ đang được hỗ trợ là chế độ Bản đồ (Map view) mặc định và chế độ Vệ tinh (Satellite view).
Ở chế độ Bản đồ, người dùng xem được vị trí hiện tại, vị trí được chọn, thông tin điểm đến, các điểm dịch vụ và giao thông. Trong khi đó, nếu chuyển sang chế độ Vệ tinh, người dùng xem được ảnh chụp từ trên cao của tất cả địa điểm.

### Tìm kiếm điểm dịch vụ
Kho dữ liệu về 1,2 triệu điểm dịch vụ trên khắp Việt Nam là điểm khác biệt của Cốc Cốc Map so với các ứng dụng bản đồ số khác. Từ kho dữ liệu này, Cốc Cốc Map cho phép tìm kiếm 14 loại địa điểm khác nhau bao gồm: Nhà hàng, Café, Giải trí, ATM & Ngân hàng, Trạm xăng, Dịch vụ y tế, Khách sạn & Du lịch, Làm đẹp & Spa, Cửa hàng & Siêu thị, Các công ty dịch vụ, Thắng cảnh, Giáo dục, Quán rượu, và Thể dục & Thể thao.
Khi người dùng tìm kiếm theo một danh mục cụ thể, Cốc Cốc Map sẽ trả về danh sách của tất cả điểm dịch vụ thuộc danh mục đó. Số lượng điểm dịch vụ tùy thuộc vào vùng địa lý mà người dùng đang xem, chẳng hạn dựa vào khu vực quanh vị trí hiện tại của người dùng hoặc tỉnh/thành phố được chọn trên bản đồ.
Ngoài ra, người dùng có thể tìm kiếm theo tên địa điểm hoặc địa chỉ đã có. Hệ thống sẽ đề xuất kết quả tìm kiếm ngay lập tức khi người dùng nhập dựa trên cơ sở dữ liệu có sẵn.

### Chỉ đường
Tại hộp thông tin về điểm dịch vụ, Cốc Cốc Map có chỉ dẫn cách đi đến địa điểm đó. Sau khi người dùng chọn điểm xuất phát và phương tiện di chuyển, Cốc Cốc Map sẽ gợi ý lộ trình ngắn nhất kèm theo dự đoán khoảng thời gian cần thiết để đến địa điểm mong muốn.
Hoặc người dùng có thể nhập thông tin mới về điểm xuất phát và điểm đến để Cốc Cốc Map hỗ trợ chỉ đường. Sử dụng dấu "+" và dấu "-" ở góc phải màn hình để phóng to hoặc thu nhỏ bản đồ.

### Xem thời tiết
Giống như công cụ tìm kiếm Cốc Cốc, Cốc Cốc Map cho phép người dùng cập nhật thông tin về tình hình thời tiết theo thời gian thực ở vùng địa lý đang xem.
Đặc biệt, trên phiên bản Cốc Cốc Map dành cho máy tính, người dùng có thể xem dự báo thời tiết cho 3 ngày tiếp theo tại địa điểm mong muốn để lên kế hoạch di chuyển.

### Xem thông tin điểm dịch vụ
Với mỗi điểm dịch vụ, Cốc Cốc Map cung cấp hình ảnh, địa chỉ, loại địa điểm, khoảng cách từ địa điểm đó đến vị trí hiện tại của người dùng. Bên cạnh đó, còn có số điện thoại, email, liên kết Facebook và website của điểm dịch vụ (nếu có) nhằm đáp ứng nhu cầu liên hệ, tra cứu thông tin của người dùng.
Các điểm dịch vụ trên Cốc Cốc Map đều có mục đánh giá, xếp hạng địa điểm do người dùng đóng góp và trực tiếp chấm điểm. Đây có thể là một thông tin tham khảo tin cậy khi lựa chọn dịch vụ.

### Người dùng tham gia xây dựng POIs
Cốc Cốc Map cho phép người dùng viết bài đánh giá chất lượng và xếp hạng các điểm dịch vụ. Chẳng hạn, khi một điểm dịch vụ có hành vi gian lận hoặc mang đến trải nghiệm tích cực, người dùng có thể trực tiếp phản ánh điều này trên Cốc Cốc Map. Nhờ đó, các điểm dịch vụ có cơ hội cải thiện chất lượng phục vụ và những khách hàng sau có thêm thông tin hữu ích.
Ngoài ra, người dùng có thể tự thêm điểm dịch vụ bị thiếu vào bản đồ, báo cáo các lỗi khác như nơi không tồn tại hoặc bị trùng lặp với nhà phát triển để cải thiện Cốc Cốc Map.

### Các tính năng khác
Một số trợ năng khác trên Cốc Cốc Map:

#### Hiển thị vị trí hiện tại (Show me where I am):
Cho phép người dùng xác định nhanh vị trí hiện tại hoặc tìm kiếm các điểm dịch vụ xung quanh vị trí hiện tại, Cốc Cốc Map sẽ đưa giao diện bản đồ trở lại phạm vi tìm kiếm mong muốn. Có mặt trên phiên bản di động và máy tính.

#### Chọn địa điểm (Current map area)
Cho phép người dùng chọn nhanh vị trí bản đồ từ danh sách tỉnh/thành phố đang có dữ liệu điểm dịch vụ. Có mặt trên phiên bản di động và máy tính.

#### Yêu thích (Bookmark)
Cho phép người dùng đánh dấu yêu thích đối với từng điểm dịch vụ và sau đó xem lại chúng trong mục Yêu thích ở trình đơn của ứng dụng di động.

#### Lịch sử (History)
Cho phép người dùng truy cập lại các địa điểm đã từng tìm kiếm trong mục Lịch sử ở trình đơn của ứng dụng di động.

#### Thay đổi ngôn ngữ (Change language)
Cốc Cốc Map hiện đang hỗ trợ ngôn ngữ tiếng Việt và tiếng Anh đối với cả phiên bản di động và máy tính.